# Garbo Patera
La Garbo Patera è una struttura geologica della superficie di Venere.